# Грин Ајланд (Њујорк)
Грин Ајланд (енгл. Green Island) град је у америчкој савезној држави Њујорк.

## Демографија
По попису из 2010. године број становника је 2.620, што је 342 (15,0%) становника више него 2000. године.
| Група             | 2000.         | 2010.         |
| Белци             | 2.196 (96,4%) | 2.287 (87,3%) |
| Афроамериканци    | 30 (1,3%)     | 132 (5,0%)    |
| Азијати           | 8 (0,4%)      | 46 (1,8%)     |
| Хиспаноамериканци | 17 (0,7%)     | 87 (3,3%)     |
| Укупно            | 2.278         | 2.620         |